# Tetropium velutinum
Tetropium velutinum là một loài bọ cánh cứng trong họ Cerambycidae.